# Manifeste des intellectuels français pour la défense de l'Occident et la paix en Europe

Le Manifeste des intellectuels français pour la défense de l'Occident et la paix en Europe (souvent publié sous le titre de Manifeste des intellectuels français pour la défense de l'Occident) est un manifeste rédigé par Henri Massis et destiné à soutenir l'invasion de l'Éthiopie par l'Italie fasciste. Il fut publié le 4 octobre 1935 dans des quotidiens parisiens comme Le Temps, Le Journal des débats ou L'Action française , accompagné des signatures de plus de soixante-quatre intellectuels. Il reçut finalement plusieurs centaines de signatures de soutien, ce qui en fit l'une des pétitions les plus mobilisatrices de l'entre-deux guerres, et fut l'occasion de fédérer, selon l'historien Jean-Pierre Azéma, un « néo-pacifisme de droite ». Deux manifestes signés par d'autres intellectuels s'opposèrent à ce texte, dont l'un intitulé « Réponse aux intellectuels fascistes ».

## Contexte
Depuis 1934, les discours de l'Italie fasciste contre l’Éthiopie se font de plus en plus agressifs et l'Italie mobilise progressivement son armée. Le 3 octobre 1935, les troupes de l'Italie de Benito Mussolini envahissent l’Éthiopie, État africain indépendant, membre de la Société des Nations (SDN), malgré l'opposition des Britanniques, qui avaient signé avec la France et l'Italie les accords de Stresa pour contrer les ambitions expansionnistes de l'Allemagne nazie. Cette invasion compromet donc le traité signé entre les trois nations.
Au-delà de leur attrait pour l'Italie et sa culture, des hommes de lettres ont voyagé dans ce pays depuis l'arrivée au pouvoir de Mussolini en 1922 pour se rendre compte de la réalité du fascisme. Certains admirent Mussolini et sont favorables à un rapprochement franco-italien au nom notamment de la solidarité latine et en souvenir de l'entrée en guerre de l'Italie aux côtés de la France en 1915. C'est le cas de plusieurs signataires du manifeste : Henry Bordeaux, Louis Bertrand, Louis Madelin, Abel Bonnard, André Bellessort, Pierre de Nolhac, Jean Rivain, Henri Béraud. Ils sont membres du Comité France-Italie, présidé par Nolhac puis Madelin. François Le Grix, directeur de La Revue hebdomadaire, s'est de même plusieurs fois rendu en Italie, en 1934 et 1935, où il a rencontré Mussolini qui lui a versé une aide financière de deux millions de francs, ce qui lui a permis de racheter le quotidien L'Ami du peuple.
Les menaces de guerre et la question des sanctions sont débattues dans la presse. Le 22 septembre 1935, Charles Maurras publie dans L'Action française un violent article vitupérant le « parti de la faiblesse et de la guerre » prêt à « capituler devant la Société des nations : maçonnerie, juiverie, Angleterre coalisés » pour obliger la SDN à prendre des sanctions contre l'Italie. Article dans lequel il dénonce 140 parlementaires français jugés bellicistes qui veulent « interdire à un peuple ami de poursuivre en paix une expédition coloniale, comme tout le monde en a fait » et prennent le risque de jeter la France « dans une guerre universelle » pour l'amour de la SDN et « de Moscou ». Maurras qualifie ces parlementaires « d'assassins de la paix, d'assassins de la France » et souhaite que leur sang soit « versé le premier en cas de mobilisation ». Un autre quotidien d'extrême droite, L'Ami du peuple de François Le Grix, mène aussi campagne contre les « va-t-en guerre du Front populaire » opposés à Mussolini pour des raisons idéologiques, par antifascisme. Il met en avant un meeting parisien en septembre 1935 vantant l'amitié latine et Mussolini, avec comme orateurs Roger de Saivre des Jeunesses patriotes, Jean-Pierre Maxence de la Solidarité française, le député Philippe Henriot et Raoul Follereau, président de l'Union latine, aux côtés d'Italiens.

## Contenu du manifeste
Les signataires du manifeste s'inquiètent de ce que l'agression italienne contre l'Éthiopie n'entraîne des « sanctions propres à déchaîner une guerre sans précédent. » Or, expliquent-ils, « nous, intellectuels français, tenons à déclarer, devant l’opinion tout entière, que nous ne voulons ni de ces sanctions, ni de cette guerre ». De plus, ajoutent-ils, l'Italie a été l'alliée de la France durant la Première Guerre mondiale et l'Éthiopie n'est qu'« un amalgame de tribus incultes », alors que les signataires sont convaincus de la supériorité de l'Occident et de sa légitimité à coloniser les pays « arriérés », peuplés de « tribus sauvages ». Cette conviction est commune à l'Italie, à la France et au Royaume-Uni, ce dernier pays prétendant s'opposer à la colonisation de l’Éthiopie bien que son propre « empire colonial occupe un cinquième du globe. »

## Le Manifeste
Le texte a été publié en page 2 du journal Le Temps, du 4 octobre 1935 :
« À l’heure où l’on menace l’Italie de sanctions propres à déchaîner une guerre sans précédent, nous, intellectuels français, tenons à déclarer devant l’opinion tout entière, que nous ne voulons ni de ces sanctions ni de cette guerre.
Ce refus ne nous est pas seulement dicté par notre gratitude à l’endroit d’une nation qui a contribué à la défense de notre sol envahi : c’est notre propre vocation qui nous l’impose.
Lorsque les actes des hommes à qui le destin des nations est confiée, risquent de mettre en péril l’avenir de la civilisation, ceux qui consacrent leurs travaux aux choses de l’intelligence se doivent de faire entendre avec vigueur la réclamation de l’esprit.
On veut lancer les peuples européens contre Rome.
On n’hésite pas à traiter l’Italie en coupable à la désigner au monde comme l’ennemi commun - sous prétexte de protéger en Afrique l’indépendance d’un amalgame de tribus incultes, qu’ainsi l’on encourage à appeler les grands États en champ clos.
Par l’offense d’une coalition monstrueuse, les justes intérêts de la communauté occidentale seraient blessés, toute la civilisation serait mise en posture de vaincue. L’envisager est déjà le signe d’un mal mental, où se trahit une véritable démission de l’esprit civilisateur.
L’intelligence - là où elle n’a pas encore abdiqué son autorité - se refuse à être la complice d’une telle catastrophe. Aussi les soussignés croient-ils devoir s’élever contre tant de causes de mort, propres à ruiner définitivement la partie la plus précieuse de notre univers, et qui ne menace pas seulement la vie, les biens matériels et spirituels de milliers d’individus, mais la notion même de l’homme, la légitimité de ses avoirs et de ses titres - toutes choses que l’Occident a tenues jusqu’ici pour supérieur et auquel il a dû sa grandeur historique avec ses vertus créatrices.
Sur cette notion où l’Occident incarne ses idéaux, ses honneurs, son humanité, de grands peuples, comme l’Angleterre, comme la France, se fondent pour justifier une œuvre colonisatrice qui reste une des plus hautes, des plus fécondes expressions de leur vitalité. Et n’est-ce pas leurs propres missions coloniales que ces grandes puissances devraient dès l’abord abdiquer, si elles voulaient, sans imposture, défendre à Rome de poursuivre en des régions africaines où elle s’est acquis depuis longtemps d’incontestables droits, l’accomplissement de desseins qu’elle a loyalement formulés et préparés à découvert ?
Aussi ne voit-on pas sans stupeur un peuple, dont l’empire colonial occupe un cinquième du globe, s’opposer aux justifiables entreprises de la jeune Italie et faire inconsidérément sienne la dangereuse fiction de l’égalité absolue de toutes les nations, - ce qui lui vaut, en l’occurrence, l’appui de toutes les forces révolutionnaires qui se réclament de la même idéologie pour combattre le régime intérieur de l’Italie et livrer du même coup l’Europe aux bouleversements désirés.
C’est à cette alliance désastreuse que Genève prête les redoutables alibis d’un faux universalisme juridique qui met sur le pied de l’égalité le supérieur et l’inférieur, le civilisé et le barbare. Les résultats de cette fureur d’égaliser qui confond tout et tous, nous les avons sous les yeux ; car c’est en son nom que ce formulent des sanctions qui pour mettre obstacle à la conquête civilisatrice d’un des pays les plus arriérés du monde (où le christianisme même est resté sans action), n’hésiteraient pas à déchaîner une guerre universelle, à coaliser toutes les anarchies, tous les désordres contre une nation où se sont affirmées, révélées, organisées, fortifiées, depuis quinze ans quelques-unes des vertus essentielles de la haute humanité.
Ce conflit fratricide qui mettrait la sécurité de notre monde à la merci de quelques tribus sauvages, mobilisés pour d’obscurs intérêts, ce conflit ne serait pas seulement un crime contre la paix, mais un attentat irrémissible contre la civilisation d’Occident, c’est-à-dire contre le seul avenir valable qui, aujourd’hui comme hier, soit ouvert au genre humain. Intellectuels, qui devons protéger la culture avec autant de vigilance que nous profitons davantage de ces bienfaits, nous ne pouvons laisser la civilisation choisir contre elle-même. Pour empêcher un tel suicide nous en appelons à toutes les forces de l’esprit. »

## Signataires
C'est l'intellectuel maurrassien Henri Massis qui a recueilli les signatures. 
Les premiers signataires sont au nombre de 64. Ont signé des Académiciens (Henry Bordeaux, André Chaumeix, Maurice Donnay, Édouard Estaunié, Claude Farrère, Georges Lecomte, Abel Hermant, Louis Madelin, Pierre de Nolhac), parfois proches de l'Action française (André Bellessort, Louis Bertrand, Abel Bonnard), les dirigeants de l'Action française Charles Maurras et Léon Daudet, des intellectuels maurrassiens (Massis, Pierre Gaxotte, Thierry Maulnier, Robert Brasillach, Charles Benoist, René Benjamin, Gonzague Truc, Pierre Varillon, Léon Mirman, Binet-Valmer), les dirigeants du cercle Fustel de Coulanges, lié à l'AF (le physicien Louis Dunoyer de Segonzac, son président, Henri Boegner, son secrétaire), des intellectuels de la mouvance « nationale » (Bernard Faÿ, Camille Mauclair, Robert Vallery-Radot, Jacques Boulenger), des intellectuels fascisants (Pierre Drieu la Rochelle, Jean Héritier, Jean-Pierre Maxence), des intellectuels catholiques (Gabriel Marcel). Des directeurs de périodiques ou journalistes, comme François Le Grix, directeur de La Revue hebdomadaire, Maurice Martin du Gard, Lucien Corpechot, Henri Martineau. Des intellectuels qui étaient classés à gauche comme Marcel Aymé ou Georges Deherme, ou qui vont être de gauche plus tard (Claude Morgan). Des écrivains moins fermement engagés en politique et souvent oubliés aujourd'hui comme Jean Fayard, Auguste Bailly, Maurice Bedel, René Béhaine, Maurice Constantin-Weyer, Francis de Croisset, Gaston Chérau, Albert Flament, Robert Kemp, Pierre Lafue, Charles Méré, Edmond Pilon, Edouard Schneider. Des médecins maurrassiens (Charles Fiessinger, Raymond Bernard), etc.. 
Se sont ajoutés d'autres Académiciens (Alfred Baudrillart, futur cardinal, Henri de Régnier, Henri Lavedan, Henri-Robert), Antoine de Lévis-Mirepoix, l'écrivain et journaliste Henri Béraud, Horace de Carbuccia, directeur de Gringoire, le sculpteur maurrassien Maxime Real del Sarte, chef des Camelots du roi, des professeurs de médecine (Pierre Mauriac, maurrassien - frère de François Mauriac -, Théophile Alajouanine, autre maurrassien, Marion, Maurice Chevassu, Jeanneney, Aubertin, Paul Delmas, Lereboullet, Ferdinand Piéchaud, Demelin, Robert Moog), l'historien et numismate Jean Babelon, le critique littéraire René Dumesnil, des journalistes (Lucien Rebatet, Jean de Fabrègues, Gaëtan Sanvoisin, du Journal des débats, Roger Giron), d'autres écrivains (Émile Baumann, Jacques-Émile Blanche, John Charpentier, Alphonse de Chateaubriant, André Demaison, François Jean-Desthieux, René Groos, maurrassien, Francis Eon, René Fauchois, Raoul Follereau - président de l'Union latine -, Henri Ghéon, Hubert de Lagarde, maurrassien, Pierre Mac Orlan, Maurice Maeterlinck, Xavier de Magallon, maurrassien, Eugène Marsan, Fernand Mazade, Frédéric Plessis, Jean Rivain - vice-président du Comité France-Italie -, André Suarès, Marcelle Tinayre), Georges Grappe, conservateur au musée Rodin, le pasteur maurrassien Noël Vesper, l'historien Marcel Marion, de l'Institut, le réalisateur Henri Chomette, des scientifiques (le maurrassien Georges Claude, Maurice d'Ocagne, Louis Barbillon, Pierre Grassi), des professeurs de droit (Bartin, J-Ernest Perrot, Henri Potez, René Gonnard), des professeurs de facultés de lettres (Maurice Souriau, Albert Dufourcq), des enseignants du secondaire comme Robert Pimienta, président de la Fédération républicaine de l'Oise, ou le maurrassien Pierre Heinrich du cercle Fustel de Coulanges, des instituteurs « nationaux » comme Émile Bocquillon, des éditeurs comme Édouard Champion ou Marcelle Lesage, des médecins, des ingénieurs, des avocats, etc.. 
L'Action française fait ensuite état de plus de 850 signatures, dont celles de membres de l'Institut (Jacques Bardoux, Maurice Denis, Henri Duhem, Georges Hüe, Paul Jamot, Henri Le Riche, Georges Leroux, Jules-Alexis Muenier), d'hommes de lettres (Denys Amiel, Paul Chack, Edmond Jaloux, Henry de Monfreid, Pierre Chanlaine, vice-président de l'Association des écrivains combattants, Guy de Pourtalès, Joseph de Pesquidoux, André Berry, Robert Bourget-Pailleron, Tristan Derème, Charles Droulers), du journaliste Fernand de Brinon, d'Alfred Martineau, professeur au Collège de France, de membres de l'Académie de médecine (Jean-Louis Faure, Antoine Marfan, etc.), de Pierre Lecomte du Noüy, de l'Institut Pasteur, de l'historien Eugène Cavaignac, d'autres universitaires et enseignants. 
Parmi ses signataires, Léon Daudet, Xavier de Magallon, Maxime Real del Sarte et Binet-Valmer participent à un meeting parisien des ligues d'extrême droite du Front national pour la neutralité de la France et contre les sanctions et la guerre, le 5 octobre 1935.

## Réactions
Des signataires ont désapprouvé le texte du manifeste mais l'ont signé, du fait de leur pacifisme, par refus de la guerre, comme Gabriel Marcel ou Marcel Aymé. Ce dernier, gêné par son voisinage avec des archevêques et des académiciens, interpelle les écrivains de gauche dans un article publié dans Marianne en soulignant son pacifisme : « Entre la paix européenne et une guerre sanglante à la guerre, j'ai choisi sans hésiter. C'est ma conviction qu'il faut être un fou de l'espèce furieuse pour vouloir s'embringuer, quels que soient les torts de l'Italie, dans une guerre de principes ».
Jules Romains rédigea une virulente « réponse aux intellectuels fascistes », cosignée par des intellectuels, de gauche pour la plupart, comme Louis Aragon, André Gide, Romain Rolland, André Chamson, Jean Cassou, Jean Guéhenno, Paul Rivet, Marcelle Auclair, André Malraux, Louis Guilloux, Paul Nizan, Paul Vaillant-Couturier, Emmanuel Mounier, Jacques Madaule, Denis de Rougemont, Paul Langevin, Jean Schlumberger, Elie Faure, Pierre Brossolette, Lucien Lévy-Bruhl et d'autres membres du Comité de vigilance des intellectuels antifascistes. Leur texte affirme que le manifeste « abuse étrangement de l'amitié du peuple français pour le peuple italien » et des notions d'Occident et d'intelligence. Il l'accuse de détourner au profit d'une guerre d'agression « l'amour de notre peuple pour la paix », s'étonne de l'affirmation de l'inégalité des races et déplore l'attaque contre la SDN. Le quotidien socialiste Le Populaire dénonce également les signataires du Manifeste, « troupe bigarrée d'apologistes de l'assassinat d'un petit peuple », moque le « charabia » du texte de Massis, évoque l'action d'une « officine mussolinienne » et se désole de la présence parmi eux de Maurice Maeterlinck et de Paul Brulat.
Emmanuel Mounier, François Mauriac et Jacques Maritain répondirent par un « manifeste d'intellectuels catholiques pour la justice et la paix », dénonçant toute guerre de conquête au nom « du Christianisme et de la raison d'être de la civilisation occidentale ». Leur manifeste est publié dans la revue Esprit de novembre 1935. Il est cosigné par un évêque, Joseph-Jean Heintz, et plusieurs autres clercs, par d'autres personnalités catholiques comme Gaston Tessier, secrétaire des syndicats chrétiens, Joseph Zamanski, du patronat chrétien, par des catholiques de la mouvance démocrate-chrétienne tels Francisque Gay, Louis Terrenoire, secrétaire de la rédaction de L'Aube, Marc Sangnier, Jacques Madaule (collaborateur d'Esprit), Georges Hourdin, Stanislas Fumet, Georges Bidault, Étienne Borne, Ernest Pezet, député du Morbihan du Parti démocrate populaire, Robert Cornilleau, du PDP, mais aussi par André Thérive, Louis Jouvet, Francis Jammes, etc..